# Liste öffentlicher Kneipp-Anlagen in Bayern
In der Liste öffentlicher Kneipp-Anlagen in Bayern sind Kneipp-Anlagen in Bayern aufgeführt. Sie ist primär nach Orten sortiert, unabhängig davon, ob es sich um Ortsteile, Gemeinden oder Städte handelt. Kneipp-Anlagen können laut Kneipp-Bund in Form von Wassertretanlagen oder Armbecken vorliegen und unterliegen grundsätzlich nicht der Trinkwasserverordnung. Kneipp-Anlagen werden häufig künstlich angelegt. Daneben gibt es in den natürlichen Verlauf von Fließgewässern eingebettete Wassertretstellen. Kneippen ist eine Behandlungsmethode der Hydrotherapie, die auf der Grundlage von Sebastian Kneipp angewendet wird. Hierbei wird in kaltem Wasser auf der Stelle geschritten. In Armbecken werden die Arme bis zur Mitte der Oberarme ins kalte Wasser getaucht. Der Artikel ist Teil der übergeordneten Liste öffentlicher Kneipp-Anlagen in Deutschland. Die Liste erhebt keinen Anspruch auf Vollständigkeit.

## Liste
| Bild                                           | Ort                          | Kreis                               | Beschreibung | ↴ Zufluss / ↳ Abfluss                                                    | Standort |
| ---------------------------------------------- | ---------------------------- | ----------------------------------- | --- | ------------------------------------------------------------------------ | --- |
| (weitere Bilder)                               | Abensberg                    | Kelheim                             | Die Kneipp-Anlage besteht aus einem Fußbecken sowie einem Armbecken. |                                                                          | ⊙ |
| Bild gesucht BW                                | Altenbuch                    | Miltenberg                          | Wassertretanlage am Radweg zwischen Faulbach-Breitenbrunn und Altenbuch, Nähe Jugendzeltplatz |                                                                          | ⊙ |
| (weitere Bilder)                               | Altendorf                    | Eichstätt                           | Kneipp-Anlage in der Gailach kurz vor der Mündung in die Altmühl. Es gibt kein Armbecken. | ↴↳ Gailach                                                               | ⊙ |
| (weitere Bilder)                               | Alzenau                      | Aschaffenburg                       | Wassertretanlage im Generationenpark | ↳ Kahl                                                                   | ⊙ |
|                                                | Amberg                       | Amberg                              | Arm- und Fußbecken | Gespeist werden Arm- und Fußbecken aus der nahe gelegenen Fürstenquelle. | ⊙ am Fußweg links der Vils hinter dem Kurfürstenbad                                                                  |
| Bild gesucht BW                                | Amorbach                     | Miltenberg                          | Wassertretanlage im Bürgerpark |                                                                          | ⊙ |
|                                                | Ansbach                      | Ansbach                             | |                                                                          | ⊙ |
|                                                | Aschau im Chiemgau           | Aschau                              | Kurpark |                                                                          | ⊙ |
|                                                | Aufkirchen                   | Ansbach                             | Im Sichtbereich des Hesselbergs liegt diese Kneipp-Anlage mit kleinem Barfußpfad. 100 m südwärts liegt die aufwändig gefasste Wunibald-Quelle. |                                                                          | ⊙ |
|                                                | Bad Berneck                  | Bayreuth                            | Im Kurpark von Bad Berneck befindet sich diese große Kneipp-Anlage. Im Vordergrund die tiefergelegten Armbecken. |                                                                          | ⊙ Kurpark |
| (weitere Bilder)                               | Bad Windsheim                | Neustadt an der Aisch-Bad Windsheim | |                                                                          | ⊙ Kurpark |
|                                                | Bad Faulenbach               | Ostallgäu                           | Mit Tretbecken, Brunnen, Kräuterbeet, Kneippgussstelle und Tretwiese. |                                                                          | ⊙ |
|                                                | Bad Hindelang                | Oberallgäu                          | Im Hirschbachwäldchen, einer Parkanlage in Bad Hindelang befindet sich diese Kneipp-Anlage. Sie besteht aus einem Fußbecken sowie einem Armbecken. |                                                                          | ⊙ |
|                                                | Bad Oberdorf                 | Oberallgäu                          | Im Schanzpark von Bad Oberdorf, einem Ortsteil von Bad Hindelang befindet sich diese Kneipp-Anlage. Sie besteht aus einem Fußbecken sowie einem Armbecken. |                                                                          | ⊙ |
|                                                | Bad Wörishofen               | Unterallgäu                         | Kneippanlage am Eichwald in Bad Wörishofen (Wassertret- und Armbadebecken) |                                                                          | ⊙ |
|                                                | Bad Wörishofen               | Unterallgäu                         | Kneippanlage an der Evangelischen Erlöserkirche in Bad Wörishofen (Naturkneipptretbecken im Wörthbach) |                                                                          | ⊙ |
|                                                | Bad Wörishofen               | Unterallgäu                         | Kneippanlage in der Gartenstadt, Franzensbaderstr. (Wassertret- und Armbadebecken) |                                                                          | ⊙ |
|                                                | Bad Wörishofen               | Unterallgäu                         | Kneippanlage in der Gartenstadt (Wassertret- und Armbadebecken) |                                                                          | ⊙ |
|                                                | Bad Wörishofen               | Unterallgäu                         | Kneippanlage Golfclub Bad Wörishofen / Rieden (Wassertret- und Armbadebecken) |                                                                          | ⊙ |
|                                                | Bad Wörishofen               | Unterallgäu                         | Kneippanlage in der Hans-Holzmannstr. Bad Wörishofen (Wassertretbecken mit Edelsteinlauf und Armbadebecken) |                                                                          | ⊙ |
|                                                | Bad Wörishofen               | Unterallgäu                         | Kneippanlage „Kalte Quelle“ im Stadtteil Dorschhausen (Wassertret- und Armbadebecken) |                                                                          | ⊙ |
|                                                | Bad Wörishofen               | Unterallgäu                         | Kneippanlage an der Karl-Benz-Straße / Ecke Rudolph-Diesel-Straße |                                                                          | ⊙ |
|                                                | Bad Wörishofen               | Unterallgäu                         | Kneippanlage in der Kaufbeurerstraße (Wassertret- und Armbadebecken) |                                                                          | ⊙ |
|                                                | Bad Wörishofen               | Unterallgäu                         | Kneippanlage im Stadtteil Kirchdorf (Wassertretbecken) |                                                                          | ⊙ |
|                                                | Bad Wörishofen               | Unterallgäu                         | Kneippanlage im Kneipp-Museum (Brunnen mit Gießschlauch) |                                                                          | ⊙ |
|                                                | Bad Wörishofen               | Unterallgäu                         | Kneippanlage Kneipp-Waldweg: zwischen Waldmühle und Untergammenried; (Naturkneipptretbecken im Wörthbach) |                                                                          | ⊙ |
|                                                | Bad Wörishofen               | Unterallgäu                         | Kneippanlage am Kurhaus, Pergola (Wassertret- und Armbadebecken) |                                                                          | ⊙ |
|                                                | Bad Wörishofen               | Unterallgäu                         | Kneippanlage im Kurhaus, Wintergarten (Armbadebecken) |                                                                          | ⊙ |
|                                                | Bad Wörishofen               | Unterallgäu                         | Kneippanlage im Kurpark (Wassertret- und Armbadebecken, kinder- und behindertengerecht, Gießschlauch und Trinkbrunnen) |                                                                          | ⊙ |
|                                                | Bad Wörishofen               | Unterallgäu                         | Kneippanlage an der Moosberg-Eiche (Wassertret- und Armbadebecken) |                                                                          | ⊙ |
|                                                | Bad Wörishofen               | Unterallgäu                         | Kneippanlage Mühlbuch, Hartenthaler Straße (Wassertret- und Armbadebecken) |                                                                          | ⊙ |
|                                                | Bad Wörishofen               | Unterallgäu                         | Kneippanlage Obere Mühlstraße (Naturkneipptretbecken im Wörthbach) |                                                                          | ⊙ |
|                                                | Bad Wörishofen               | Unterallgäu                         | Kneippanlage im Ostpark (Wassertret- und Armbadebecken sowie Trinkbrunnen) |                                                                          | ⊙ |
|                                                | Bad Wörishofen               | Unterallgäu                         | Kneippanlage im Stadtteil Schlingen (Wassertret- und Armbadebecken) |                                                                          | ⊙ |
|                                                | Bad Wörishofen               | Unterallgäu                         | Kneippanlage in der Schöneschacherstraße (Wassertret- und Armbadebecken) |                                                                          | ⊙ |
|                                                | Bad Wörishofen               | Unterallgäu                         | Stadtteil Stockheim (Wassertret- und Armbadebecken) |                                                                          | ⊙ |
|                                                | Bad Wörishofen               | Unterallgäu                         | Kneippanlage am Tannenbaum (Wassertret- und Armbadebecken) |                                                                          | ⊙ |
|                                                | Bad Wörishofen               | Unterallgäu                         | Kneippanlage am versunkenen Schloss |                                                                          | ⊙ |
|                                                | Bamberg                      | Bamberg                             | Kneipp-Anlage an der Regnitz | ↴↳ Regnitz                                                               | ⊙ |
|                                                | Baudenbach                   | Neustadt an der Aisch-Bad Windsheim | |                                                                          | ⊙ |
|                                                | Bernau am Chiemsee           | Bernau am Chiemsee                  | Kurpark |                                                                          | ⊙ |
| Bild gesucht BW                                | Binzwangen                   | Ansbach Lkr.                        | Kneipp-Anlage und Badeweiher in Binzwangen (Colmberg) |                                                                          | ⊙ |
|                                                | Bischofsgrün                 | Bayreuth                            | |                                                                          | ⊙ |
|                                                | Bischofsreut                 | Freyung-Grafenau                    | Kneippanlage direkt an den Langreuter Wassergräben, die aus dem Sulzbach entstehen. Wunderschönes Fleckerl mit traumhaften Blick in den Böhmerwald. | Langreuter Wassergräben Sulzbach                                         | ⊙ Im kleinen Ortsteil Langreut, unmittelbar in der Nähe liegt der Märchenwald Bischofsreut mit Spielplatz            |
| Bild gesucht BW                                | Bodenwöhr                    | Schwandorf                          | Kneipp-Anlage zum Wassertreten im Ortsteil Kaltenbrunn |                                                                          | ⊙ |
|                                                | Breitenbrunn                 | Neumarkt in der Oberpfalz           | Die Wassertretanlage befindet sich in der Nähe der Sebastiansquelle | ↴ Sebastiansquelle                                                       | ⊙ |
|                                                | Buching (Halblech)           | Ostallgäu                           | |                                                                          | ⊙ |
|                                                | Buchenberg                   | Oberallgäu                          | |                                                                          | |
|                                                | Bruck                        | Oberallgäu                          | |                                                                          | ⊙ |
|                                                | Burgbernheim                 | Neustadt an der Aisch-Bad Windsheim | Kneipp-Anlage am Ortsrand nahe der Grund- und Mittelschule. Es gibt kein Armbecken. |                                                                          | ⊙ |
| (weitere Bilder)                               | Burghaslach                  | Neustadt an der Aisch-Bad Windsheim | Die Kneipp-Anlage liegt im Westen von Burghaslach, direkt an der Haslach gelegen. | ↴↳ Haslach                                                               | ⊙ |
| Bild gesucht BW                                | Burghausen                   | Altötting                           | Kneippbecken St. Johann mit Blick auf die Burg liegt neben der Turnhalle |                                                                          | ⊙ |
| Bild gesucht BW                                | Burghausen                   | Altötting                           | am Herzogbad mit Fuß- und Armbecken aus Naturstein |                                                                          | ⊙ |
|                                                | Burgoberbach                 | Ansbach                             | |                                                                          | ⊙ |
| Bild gesucht BW                                | Buxheim                      | Unterallgäu                         | [ 9 ] | ↴↳ Iller                                                                 | ⊙ |
|                                                | Castell                      | Kitzingen                           | In der Nähe des Sportgeländes des TSV Castell befindet sich in einem Sträuchern und Bäumen umgebenen naturnahen Bereich diese Kneipp-Anlage (ohne Armbecken). |                                                                          | ⊙ |
| Bild gesucht BW                                | Collenberg, OT Fechenbach    | Miltenberg                          | Collenberg |                                                                          | ⊙ (ungefähre Koordinaten)                                                                                            |
|                                                | Dachau                       | Dachau                              | | ↴↳ Holzgartenkanal                                                       | ⊙ |
|                                                | Dietfurt an der Altmühl      | Neumarkt in der Oberpfalz           | Knapp außerhalb der Altstadt von Dietfurt an der Weißen Laber gelegen. Es gibt auch noch ein Geländer, an dem man direkt im Fluss kneippen kann. | ↴↳ Weiße Laber                                                           | ⊙ |
| Ausschilderung als 'Natur-Kneippanlage'        | Dillingen an der Donau       | Dillingen an der Donau              | An einem kleinen Kanal nahe der Donau |                                                                          | ⊙ |
| Ausschilderung als 'Drei-Quellen-Kneippanlage' | Dillingen an der Donau       | Dillingen an der Donau              | Nähe oberer Quellweg |                                                                          | ⊙ |
| Bild gesucht BW                                | Dillingen an der Donau       | Dillingen an der Donau              | Kneipp-Wasser-Wohlfühlpfad |                                                                          | ⊙ |
| Bild gesucht BW                                | Dirlewang                    | Unterallgäu                         | Kneipp-Anlage mit Arm-Kneipp-Becken in Dirlewang hinter dem Feuerwehrhaus |                                                                          | ⊙ |
| Bild gesucht BW                                | Dürrwangen                   | Ansbach                             | Kneippanlage am Schießweiher |                                                                          | ⊙ |
| (weitere Bilder)                               | Ebersbach                    | Miltenberg                          | Wassertretanlage mit Barfußpfad seit dem 6. Juni 2009 am Bachgraben, einem Nebenfließgewässer des Leidersbachs, bei Leidersbach-Ebersbach. Die Kneipp-Anlage befindet sich etwa 300 Meter nach dem Parkplatz Wassertretanlage in der Verlängerung der Altenburgstraße. Eingespeist wird das Wasser aus einem nahe gelegenen Hochbehälter. | ↴ Trinkwassernetz / ↳ Bachgraben (Krebsbach)                             | ⊙ Altenburgstraße (nach)                                                                                             |
| Bild gesucht BW                                | Egg an der Günz              | Unterallgäu                         | Radweg Egg-Engishausen |                                                                          | ⊙ |
|                                                | Egloffstein                  | Forchheim                           | Die Kneipp-Anlage in Egloffstein liegt direkt an der Trubach und unweit des Freibades von Egloffstein. |                                                                          | ⊙ |
| (weitere Bilder)                               | Eichstätt                    | Eichstätt                           | Kneippanlage am Kapellenbach unweit der Altmühlmündung | ↴↳ Kapellenbach                                                          | ⊙ |
| Bild gesucht BW                                | Mellrichstadt                | Rhön-Grabfeld                       | Kneipp-Anlage an der Steinmühle | ↴↳ Mühlgraben                                                            | ⊙ Marienweg |
| Bild gesucht BW                                | Eichelsbach                  | Miltenberg                          | Wassertretanlage in Elsenfeld-Eichelsbach, am alten Brunnen |                                                                          | ⊙ Am Alten Brunnen                                                                                                   |
| Bild gesucht BW                                | Eichenbühl                   | Miltenberg                          | Wassertretanlage im Kohlgrund |                                                                          | ⊙ |
| Bild gesucht BW                                | Falkenstein                  | Cham                                | In Falkenstein befindet sich ein Kneippbecken mit Kneipprondell für Wechselfußbäder. |                                                                          | ⊙ |
|                                                | Fichtelberg                  | Bayreuth                            | | ↴↳ Mausbach                                                              | ⊙ |
|                                                | Fichtelberg                  | Bayreuth                            | | ↴↳ Schnaitbach                                                           | ⊙ |
|                                                | Fichtelberg                  | Bayreuth                            | | ↴ Moosknockbrunnen                                                       | ⊙ |
|                                                | Fischach                     | Augsburg                            | Wassertretanlage neben dem Naturfreibad |                                                                          | ⊙ |
|                                                | Förrenbach                   | Nürnberger Land                     | gelegen an einem Wanderweg hinauf zur Houbirg |                                                                          | ⊙ |
|                                                | Forchheim                    | Forchheim                           | |                                                                          | ⊙ auf der Sportinsel                                                                                                 |
| Bild gesucht BW                                | Frammersbach                 | Landkreis Main-Spessart             | Wassertretanlage im Bürgerpark |                                                                          | ⊙ |
| Bild gesucht BW                                | Frammersbach, Schwartel      | Landkreis Main-Spessart             | Wassertretanlage im Bürgerpark |                                                                          | ⊙ |
|                                                | Fürstenfeldbruck             | Fürstenfeldbruck                    | |                                                                          | ⊙ |
|                                                | Füssen                       | Ostallgäu                           | Am Alatsee | ↴↳ Faulenbach                                                            | ⊙ |
| Bild gesucht BW                                | Gößweinstein                 | Forchheim                           | Anlage mit Wassertretbecken und Arm-Kneippbecken |                                                                          | ⊙ |
|                                                | Grainbach                    | Rosenheim                           | |                                                                          | ⊙ |
|                                                | Greding                      | Roth                                | |                                                                          | ⊙ |
|                                                | Gröbenzell                   | Fürstenfeldbruck                    | |                                                                          | ⊙ |
|                                                | Großhabersdorf               | Fürth                               | Ein Widmungsstein am Eingang benennt den Spender Dr. Arthur Steck sowie das Baujahr 1995. Es gibt auch ein Armbecken. Im hinteren Teil des großen Geländes befindet sich ein Kräutergarten. |                                                                          | ⊙ neben Naturbad |
| Bild gesucht BW                                | Güntersleben                 | Würzburg Lkr.                       | im Dürrbachpark |                                                                          | ⊙ |
|                                                | Haibach                      | Aschaffenburg                       | Wassertretanlage in der Haibacher Schweiz | ↴↳ Haibach                                                               | ⊙ |
|                                                | Haidmühle                    | Freyung-Grafenau                    | „Jogl-Kneippanlage“ an der Mirasat mit Ruhebänken, Steinfindlinge und ein Areal zum Verweilen. | ↴↳ Mirasatbach                                                           | ⊙(ungefähre Lage) Direkt am Fernwanderweg Goldsteig und in unmittelbarer Nähe des Adalbert-Stifter-Geh- und Radwegs. |
| Bild gesucht BW                                | Harburg (Schwaben)           | Donau-Ries                          | Kneippanlage im Stadtteil Brünsee (Wassertretbecken) | ↴Karstquelle ↳ Wörnitz                                                   | Direkt am Wörnitzsteg in Brünsee ⊙                                                                                   |
|                                                | Heigenbrücken                | Aschaffenburg                       | Die Wassertretanlage liegt nördlich von Heigenbrücken im Tal des Kurzen Lohrbaches | ↴↳Kurzer Lohrbach                                                        | ⊙ |
|                                                | Heiligenstadt in Oberfranken | Bamberg                             | Gelegen an Teichen und der Leinleiter im Tal. |                                                                          | ⊙ |
|                                                | Herbolzheim                  | Neustadt an der Aisch-Bad Windsheim | |                                                                          | ⊙ |
|                                                | Hersbruck                    | Nürnberger Land                     | |                                                                          | ⊙ |
|                                                | Hinterstein                  | Oberallgäu                          | An der Prinze Gumpe, einer Naturbadestelle im Ortskern von Hinterstein, einem Ortsteil von Bad Hindelang, befindet sich diese Kneipp-Anlage. Sie besteht aus einem Fußbecken sowie einem Armbecken. |                                                                          | ⊙ |
| Bild gesucht BW                                | Hofstetten                   | Miltenberg                          | Wassertretanlage in Kleinwallstadt-Hofstetten |                                                                          | ⊙ Am Brunnenplatz |
| Bild gesucht BW                                | Hohestadt                    | Würzburg Lkr.                       | Kneipp-Anlage der Kneipp-Werke im Ochsenfurter Ortsteil Hohestadt |                                                                          | ⊙ |
|                                                | Hopfen am See                | Ostallgäu                           | Schwimmende Kneipp-Insel im Hopfensee. |                                                                          | ⊙ |
|                                                | Hopfen am See                | Ostallgäu                           | Kneippanlage Nähe Strandbad Hopfensee |                                                                          | ⊙ |
|                                                | Hopfen am See                | Ostallgäu                           | Kneippanlage Nähe Campingplatz Hopfensee |                                                                          | ⊙ |
|                                                | Kastl                        | Amberg-Sulzbach                     | in einem kleinen Bach, der direkt danach in die Lauterach mündet |                                                                          | ⊙ Nähe ehemaliger Bahnhof                                                                                            |
|                                                | Kemnath                      | Tirschenreuth                       | |                                                                          | ⊙ |
|                                                | Kempten (Allgäu)             | Kempten                             | Anlage im Engelhaldepark |                                                                          | ⊙ |
|                                                | Kempten (Allgäu)             | Kempten                             | Naturtretanlage Aybühlweg | ↴↳ Stadtbach                                                             | ⊙ |
|                                                | Kinding                      | Eichstätt                           | in der Schwarzach |                                                                          | ⊙ |
| Bild gesucht BW                                | Kirchehrenbach               | Forchheim                           | Auf der Straße, von Kirchehrenbach, hinauf zum Walberla befindet sich am Ortsende die kleine Kneipp-Anlage auf der linken Seite. 2015 wurde die Anlage saniert. Es gibt ein kleines Wassertretbecken und ein Armbadebecken. | ↴ Quelle                                                                 | ⊙ |
|                                                | Kleinkahl                    | Aschaffenburg                       | Die Wassertretanlage liegt etwas außerhalb von Kleinkahl an der Kahl gelegen | ↴↳ Kahl                                                                  | ⊙ |
| Bild gesucht BW                                | Klingenberg am Main          | Miltenberg                          | Wassertretanlage an der Einladung Klingenberg |                                                                          | ⊙ |
|                                                | Kösching                     | Eichstätt                           | Die Wassertretanlage liegt im Abfluss des Quellteiches | ↴ Quellteich Kösching ↳ Köschinger Bach                                  | ⊙ |
|                                                | Krombach                     | Aschaffenburg                       | Die Wassertretanlage befindet sich im Ortsteil Unterschur in einem kleinen Park | ↳ Krombach                                                               | ⊙ |
|                                                | Kucha                        | Nürnberger Land                     | |                                                                          | ⊙ |
|                                                | Langenzenn                   | Fürth                               | Kneipp-Anlage am Hardgraben |                                                                          | ⊙ |
| Bild gesucht BW                                | Langlau                      | Weißenburg-Gunzenhausen             | Direkt am Ufer des Brombachsees in Langlau. |                                                                          | ⊙ beim Campingplatz                                                                                                  |
| Bild gesucht BW                                | Lauterbach                   | Dillingen an der Donau              | Am Waldrand SW von Lauterbach, etwa 1 km vom Badeweiher entfernt. |                                                                          | ⊙ |
| Bild gesucht BW                                | Lindau (Bodensee)            | Landkreis Lindau (Bodensee)         | Aeschacher Ufer |                                                                          | ⊙ |
| Bild gesucht BW                                | Lindenberg im Allgäu         | Landkreis Lindau (Bodensee)         | |                                                                          | ⊙ |
| Bild gesucht BW                                | Leutershausen                | Ansbach                             | Neben dem Altmühlbad in Leutershausen. |                                                                          | ⊙ |
| Bild gesucht BW                                | Markt Rettenbach             | Unterallgäu                         | Kneipp-Anlage mit Arm-Kneipp-Becken in Markt Rettenbach am Radweg |                                                                          | ⊙ |
| Bild gesucht BW                                | Markt Rettenbach             | Unterallgäu                         | Kneipp-Anlage mit Arm-Kneipp-Becken in Markt Rettenbach in Richtung Wineden (Burg) |                                                                          | ⊙ Radweg |
| Kneipp-Anlage Memmingen Stadtbach              | Memmingen                    | Memmingen                           | Kneipp-Anlage Memmingen mit Kneipp-Armbad – Neue Welten Park (Unterallgäu) | ↴↳ Stadtbach                                                             | ⊙ |
| Bild gesucht BW                                | Memmingen-Steinheim          | Memmingen                           | [ 9 ] | ↴↳ Haienbach                                                             | ⊙ |
| Bild gesucht BW                                | Miltenberg                   | Miltenberg                          | Kneipp-Anlage mit Knie- und Schenkel-Guss-Anlage sowie Armkühlbecken am Parkhof |                                                                          | ⊙ Altstadtweg 8 |
| Bild gesucht BW                                | Mindelheim                   | Unterallgäu                         | beim Landratsamt |                                                                          | ⊙ |
| Kneipp-Anlage Mindelheim Nähe Freibad          | Mindelheim                   | Unterallgäu                         | Kneipp-Anlage mit Kneipp-Armbad in Mindelheim in der Nähe des Freibads |                                                                          | ⊙ Freibad Mindelheim                                                                                                 |
| Bild gesucht BW                                | Mindelheim                   | Unterallgäu                         | in der Nähe des Brunnenwegs |                                                                          | ⊙ |
| Bild gesucht BW                                | Missen-Wilhams               | Oberallgäu                          | am Weg zur Pfarralpe |                                                                          | ⊙ |
|                                                | Missen-Wilhams               | Oberallgäu                          | in der Klamm (Kneippen im Bergbach) |                                                                          | Koordinaten fehlen! Hilf mit.                                                                                        |
| Bild gesucht BW                                | Mönchberg                    | Miltenberg                          | Wassertretanlage mit Armbecken |                                                                          | ⊙ Am Brunnweg |
|                                                | München                      | München                             | | ↴↳ Würm                                                                  | ⊙ im Stadtteil Allach(-Untermenzing)                                                                                 |
|                                                | Muggendorf                   | Forchheim                           | Etwas abseits der Hauptstrasse in Muggendorf liegt die Kneipp-Anlage von Muggendorf. Nach dem Ortseingang von Muggendorf befindet sich links ein kleiner Parkplatz. Direkt hinter dem Parkplatz, geht die Straße (Rosengarten) ab und dort befindet sich die Anlage.                                                                      |                                                                          | ⊙ Rosengarten |
| Kneipp-Anlage Nersingen-Straß                  | Nersingen-Straß              | Landkreis Neu-Ulm                   | Kneipp-Anlage an der Silheimer Straße, erbaut 2014 | ↴↳ Roth                                                                  | ⊙ |
|                                                | Neuendorf                    | Main-Spessart                       | Wassertretanlage in der Nähe der Grotte | ↴↳ Bachgrund                                                             | ⊙ |
|                                                | Neuhaus an der Pegnitz       | Nürnberger Land                     | Die Kneipp-Anlage liegt direkt an der Pegnitz. Ein Handbecken und Bänke mit einer kleinen Parkanlage sind ebenfalls vorhanden. | ↴↳ Pegnitz                                                               | ⊙ |
| Bild gesucht BW                                | Neukirchen-Inderbogen        | Landkreis Straubing-Bogen           | Wassertretanlage im Ortsteil Inderbogen |                                                                          | ⊙ |
|                                                | Neumarkt in der Oberpfalz    | Neumarkt in der Oberpfalz           | |                                                                          | ⊙ |
|                                                | Neustadt an der Aisch        | Neustadt an der Aisch-Bad Windsheim | |                                                                          | ⊙ Luitpoldpark |
|                                                | Nördlingen                   | Donau-Ries                          | Kneipp-Anlage Baujahr 2018 in der Altstadt von Nördlingen ohne Armbecken. Die Eger ist in diesem Bereich im Flussbett mit Steinen ausgelegt. Der Wasserstand war am 27. August 2018 (sehr trockenes Jahr) zu niedrig zum Kneippen. |                                                                          | ⊙ |
| Bild gesucht BW                                | Obereichstätt                | Eichstätt                           | Wassertretanlage in Obereichstätt am Hüttenbach | ↴↳ Hüttenbach                                                            | ⊙ |
|                                                | Oberstdorf                   | Oberallgäu                          | Wassertretanlage mit Armbad im Fugger-Aktiv-Park |                                                                          | ⊙ |
|                                                | Oberstdorf                   | Oberallgäu                          | Wassertretanlage mit Armbad am Mühlacker |                                                                          | ⊙ |
| Bild gesucht BW                                | Oberwerrn                    | Landkreis Schweinfurt               | Kneipp-Becken an der Siedlung Oberwern |                                                                          | ⊙ |
| Bild gesucht BW                                | Oettingen in Bayern          | Donau-Ries                          | Wassertretanlage auf der Wörnitzinsel |                                                                          | ⊙ |
|                                                | Pappenheim                   | Weißenburg-Gunzenhausen             | |                                                                          | ⊙ |
|                                                | Pegnitz                      | Bayreuth                            | Diese Kneipp-Anlage in Pegnitz steht im gleichnamigen, noch jungen Fluss. Rückseitig befinden sich Trittsteine zum Überqueren. | ↴↳ Pegnitz                                                               | ⊙ |
| Bild gesucht BW                                | Pfarrkirchen                 | Rottal-Inn                          | Kneipp-Anlage in den Rottauen |                                                                          | ⊙ |
|                                                | Pfronten                     | Ostallgäu                           | |                                                                          | ⊙ im Alpengarten in Pfronten-Steinach                                                                                |
|                                                | Pfronten                     | Ostallgäu                           | Kneipp-Anlage Kurpark Pfronten |                                                                          | ⊙ |
|                                                | Pfronten                     | Ostallgäu                           | Kneipp-Anlage Pfronten-Kappel | ↴↳ Steinebach                                                            | ⊙ |
|                                                | Pfünz                        | Eichstätt                           | Kneipp-Anlage an der Almosmühle (neigt zum Trockenfallen) | ↴ Karstquelle Almosmühle                                                 | ⊙ Almosmühle |
|                                                | Planegg                      | München Lkr.                        | Kneipp-Anlage an der Margaretenstraße | ↴↳ Würm                                                                  | ⊙ |
| Bild gesucht BW                                | Planegg                      | München Lkr.                        | Kneipp-Anlage im Wellenbad Planegg | ↴↳ Würm                                                                  | ⊙ |
|                                                | Pommelsbrunn                 | Nürnberger Land                     | mit Trinkwasserspender (Mundstrahl) |                                                                          | ⊙ |
|                                                | Pottenstein                  | Bayreuth                            | Die Anlage liegt außerhalb von Pottenstein, direkt an der Püttlach. Eine Anlage befindet sich direkt in der Püttlach, eine andere außerhalb. | ↴↳ Püttlach                                                              | ⊙ |
|                                                | Prien am Chiemsee            | Prien am Chiemsee                   | Wassertretanlage |                                                                          | ⊙ |
|                                                | Pullach im Isartal           | München Lkr.                        | |                                                                          | ⊙ |
| Bild gesucht BW                                | Rain (Lech)                  | Donau-Ries                          | Die Anlage mit Wassertretbecken und Armbecken wurde 2025 im Stadtpark, westlicher Teil Nähe Donauwörther Straße, errichtet. | Kaisergäßchen                                                            | ⊙ |
| Bild gesucht BW                                | Ramsberg am Brombachsee      | Weißenburg-Gunzenhausen             | Die Kneipp-Anlage in Ramsberg liegt an der Leitenbuckstraße, kurz nach der Abzweigung zum Segelhafen, von Ramsberg kommend. |                                                                          | ⊙ Leitenbuckstraße                                                                                                   |
|                                                | Reichenbach                  | Bad Kissingen                       | Wassertretanlage am ehemaligen Pumpenhaus | ↳ Reichenbach                                                            | ⊙ |
|                                                | Riedenburg                   | Kelheim                             | Die Wassermenge des Schambachs wird oberhalb der Kneipp-Anlage aufgeteilt. Ein Armbecken gibt es nicht. |                                                                          | ⊙ |
|                                                | Röttenbach                   | Roth                                | |                                                                          | ⊙ im Röttenbachgrund                                                                                                 |
|                                                | Roßhaupten                   | Ostallgäu                           | |                                                                          | ⊙ im Kurpark |
|                                                | Roßhaupten                   | Ostallgäu                           | | ↴↳ Lobach                                                                | ⊙ beim Waldhaus am Naturpfad Senkele                                                                                 |
|                                                | Röttingen                    | Würzburg Lkr.                       | Kneipp-Anlage in Röttingen |                                                                          | ⊙ |
|                                                | Rothenburg ob der Tauber     | Ansbach                             | An der Stadtmauer, unterhalb des Kobolzeller Tores, in Rothenburg. Kneipp-Anlage und Armbad. |                                                                          | ⊙ |
| Bild gesucht BW                                | Schillingsfürst              | Ansbach                             | Kneipp-Anlage in Schillingsfürst, am Hirtenbrunnen und Kräutergarten. |                                                                          | ⊙ |
|                                                | Schnaittach                  | Nürnberger Land                     | |                                                                          | ⊙ |
|                                                | Schornweisach                | Neustadt an der Aisch-Bad Windsheim | | ↴↳ Weisach                                                               | ⊙ am Weisachsee |
| Bild gesucht BW                                | Schretzheim                  | Dillingen an der Donau              | in Schretzheim |                                                                          | ⊙ |
|                                                | Schwangau                    | Ostallgäu                           | Kneippanlage im Kurpark, eine Anlage am Dorfweiher, ein zweites Tretbecken etwas oberhalb davon |                                                                          | ⊙ Kurpark |
|                                                | Schwangau                    | Ostallgäu                           | Kneippanlage an der Tegelbergbahn Talstation |                                                                          | ⊙ Schutzengelweg |
| Bild gesucht BW                                | Schwebheim                   | Landkreis Schweinfurt               | Kneipp-Anlage mit Armtauchbecken, Trimm-Dich-Geräten, Barfußpfad und Boccia-Bahn | Unkenbach (Main)                                                         | ⊙ |
| Bild gesucht BW                                | Sontheim                     | Unterallgäu                         | |                                                                          | ⊙ Eisenrieder Straße                                                                                                 |
|                                                | Spalt                        | Roth                                | beim Parkplatz am Kornhaus | ↴↳ Hatzelbach                                                            | ⊙ |
| Bild gesucht BW                                | Steinheim an der Donau       | Dillingen an der Donau              | Steinheim an der Donau |                                                                          | ⊙ |
| (weitere Bilder)                               | St. Englmar                  | Sankt Englmar                       | Im Kurpark von Sankt Englmar | ↴↳ Englmarbach                                                           | ⊙ |
| (weitere Bilder)                               | Streitberg                   | Forchheim                           | | ↴ Muschelquelle                                                          | ⊙ bei der Muschelquelle                                                                                              |
|                                                | Theuern                      | Amberg-Sulzbach                     | Nur Fußbecken | Leitungswasser                                                           | ⊙rechts der Vils, südlich der BAB 6, am nördlichen Ortsrand von Theuern                                              |
|                                                | Tiefenbach                   | Oberallgäu                          | Oberhalb des Dorfes Tiefenbach, einem Ortsteil der Stadt Sonthofen. Die Kneipp-Anlage besteht aus einem Fußbecken sowie einem Armbecken. |                                                                          | ⊙ |
|                                                | Treuchtlingen                | Weißenburg-Gunzenhausen             | Diese Kneipp-Anlage liegt im Kurpark der Stadt Treuchtlingen. |                                                                          | ⊙ |
|                                                | Türkheim                     | Unterallgäu                         | Schlosspark/Sportpark |                                                                          | ⊙ Schlosspark |
| Bild gesucht BW                                | Türkheim                     | Unterallgäu                         | Wertachauen |                                                                          | ⊙ |
| Bild gesucht BW                                | Unteregg                     | Unterallgäu                         | Wassertretbecken in Unteregg-Eßmühle |                                                                          | ⊙ |
|                                                | Veitshöchheim                | Würzburg Lkr.                       | Kneipp-Anlage in Veitshöchheim an der Flaniermeile Mainlände. In der Nähe befindet sich ein Barfußpfad und ein öff. WC. |                                                                          | ⊙ |
|                                                | Vorderhindelang              | Oberallgäu                          | Am Spielplatz von Vorderhindelang, einem Ortsteil von Bad Hindelang, befindet sich diese Kneipp-Anlage. Sie besteht aus einem Fußbecken sowie einem Armbecken. |                                                                          | ⊙ |
|                                                | Walting                      | Eichstätt                           | Das Wasser wird lt. OSM-Karte vor dem Wehr der Altmühl abgezweigt. Kein Handbecken. Der Boden besteht aus angenehm zu betretenden kleinen Kieselsteinen. Die Umgebung ist großzügig gepflastert. |                                                                          | ⊙ nahe einem großen Altmühlwehr mit Bootseinsetzstelle und Parkplatz                                                 |
|                                                | Warmensteinach               | Bayreuth                            | | ↴↳ Kropfbach                                                             | ⊙ |
|                                                | Warmensteinach               | Bayreuth                            | | ↴↳ Reisigbach                                                            | ⊙ |
|                                                | Weißenburg                   | Weißenburg-Gunzenhausen             | | ↴↳ Römerbrunnen                                                          | ⊙ |
|                                                | Weißensee (Füssen)           | Ostallgäu                           | |                                                                          | ⊙ |
|                                                | Westerngrund                 | Aschaffenburg                       | | ↴↳ Herzbach                                                              | ⊙ |
|                                                | Wilhermsdorf                 | Fürth Lkr.                          | |                                                                          | ⊙ |
|                                                | Willmatshofen                | Augsburg                            | An der Straße zwischen Willmatshofen und Itzlishofen am Waldrand |                                                                          | ⊙ |
| Bild gesucht BW                                | Windheim                     | Kronach                             | Naturkneippanlage am Ölschnitzsee |                                                                          | ⊙ |
|                                                | Wonfurt                      | Haßberge                            | Die Wassertretanlage liegt an der Eisenquelle | ↴ Eisenquelle                                                            | ⊙ |
| (weitere Bilder)                               | Wirsberg                     | Kulmbach                            | Schorgasttal, hinter dem Freibad |                                                                          | ⊙ |
| Bild gesucht BW                                | Würzburg                     | Würzburg                            | Kallergarten mit Kneippbecken (Hinterer Johannishof) |                                                                          | ⊙ |
|                                                | Würzburg                     | Würzburg                            | Kneipp-Anlage mit Armtauchbecken auf der Naturheilinsel des Naturheilverein Würzburg e. V. |                                                                          | Koordinaten fehlen! Hilf mit.                                                                                        |

## Ehemalige Kneipp-Anlagen
Folgende öffentliche Kneipp-Anlagen in Bayern sind nicht mehr in Betrieb:
| Bild | Ort      | Kreis    | Beschreibung                                                                                           | Zufluss / Abfluss | Standort |
| ---- | -------- | -------- | --- | ----------------- | -------- |
|      | Würzburg | Würzburg | Ehemalige Anlage in den Steinbachtal-Anlagen neben dem Waldhaus. Die Anlage ist nicht mehr in Betrieb. |                   | ⊙        |